# ليلي غودمان
ليلي غودمان (بالإسبانية: Lilly Goodman)‏ هي مغنية وكاتبة غنائية دومينيكانية وفنزويلية، ولدت في 19 ديسمبر 1980 في سانتو دومينغو في جمهورية الدومينيكان.

## وصلات خارجية
- الموقع الرسمي
- ليلي غودمان على موقع ميوزك برينز (الإنجليزية)
- ليلي غودمان على موقع أول ميوزيك (الإنجليزية)